# Mk 15型魚雷

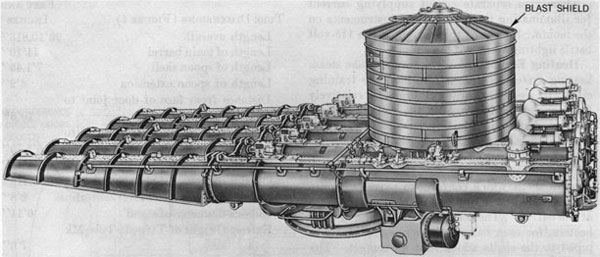
安裝在驅逐艦上的Mk 15型魚雷發射器

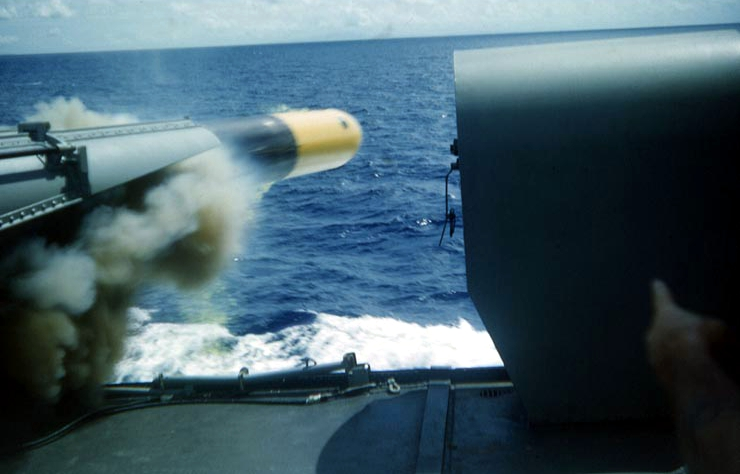
從驅逐艦發射Mk 15型魚雷，攝於1953年.

Mk 15 型魚雷（英語：Mark 15 torpedo）是第二次世界大戰期間美國海軍水面艦艇所主要使用的魚雷，基本設計和Mk 14型魚雷類似，但由於是供給水面艦艇使用所以規格更加大，並且擁有較長的射程和更重的彈頭。它代替了前一代的Mk 8型魚雷，在1930年代法拉格特級驅逐艦之後的艦艇都使用此魚雷。它和Mk 14魚雷都使用6型雷管，二戰初期也碰上同樣的問題，但問題很難被發現。儘管如此，這款魚雷在1943年的維拉灣海戰中也立下大功。